# Juan Diego González-Vigil
Juan Diego González-Vigil Bentín, né le 18 février 1985 à Lima, est un footballeur péruvien qui occupait le poste d'attaquant. 
En vingt ans de carrière, il a joué dans plus de quinze clubs différents, répartis dans cinq pays, en Europe et en Amérique du Sud. De 2007 à 2010, il a été quatre fois international péruvien.

## Carrière
Juan Diego González-Vigil fait ses débuts en 2002 au Deportivo Wanka, en première division. Après six mois, il est recruté par l'Alianza Lima, un des trois grands clubs du pays. Il n'y reste que quelques mois et tente sa chance à l'étranger en janvier 2003. Il rejoint le Lokomotiv Tbilissi, une équipe géorgienne mais son adaptation est difficile et il retourne à son précédent club en juin. Cette fois, il y reste deux ans et remporte deux titres de champion, en 2003 et 2004.
En juin 2005, Juan Diego González-Vigil repart pour l'Europe et s'engage au Málaga CF, en Espagne. Il est versé dans l'équipe réserve du club, où il joue durant une saison. En septembre 2006, il est prêté au SV Zulte Waregem, un club belge, dernier vainqueur en date de la Coupe de Belgique. Il ne s'impose pas dans l'effectif et retourne à Málaga en janvier. Il est directement prêté à un autre club péruvien, le Cienciano del Cusco pendant les six premiers mois de l'année 2007. Son contrat n'étant pas prolongé par le club espagnol, il signe alors à l'Universitario de Deportes, toujours au Pérou.
En janvier 2008, il déménage au Coronel Bolognesi puis il retourne à l'Alianza Lima en juin. Moins efficace que lors de ses deux premiers passages au club, son contrat d'un an n'est pas prolongé. Après être resté six mois sans club, il signe en janvier 2010 au FC Cartagena, un club qui évolue en deuxième division espagnole et ambitionne de monter au plus haut niveau. Cet objectif n'étant pas atteint en fin de saison, la direction se sépare de plusieurs joueurs excédentaires, dont Juan Diego González-Vigil.
Il part ensuite jouer un an au SD Quito, en Équateur et revient par après au Pérou. Le 2 février 2011, il signe au León de Huánuco avant de s'engager au Sporting Cristal, le 3 juin. Il ne joue que quelques matches jusqu'à la fin de l'année et décide de quitter le club en janvier 2012 pour rejoindre le CDU San Martín.

## Palmarès
Alianza Lima
- Championnat du Pérou (2) :
  - Champion : 2003 et 2004.
- Torneo del Inca (1) :
  - Vainqueur : 2014.